# Resolutie 1157 Veiligheidsraad Verenigde Naties
Resolutie 1157 van de Veiligheidsraad van de Verenigde Naties, een resolutie over Angola, werd unaniem door de VN-Veiligheidsraad aangenomen op 20 maart 1998. De resolutie breidde de MONUA-waarnemingsmacht uit met 83 waarnemers.

## Achtergrond
Nadat Angola in 1975 onafhankelijk was geworden van Portugal keerden de verschillende onafhankelijkheidsbewegingen zich tegen elkaar om de macht. Onder meer Zuid-Afrika en Cuba bemoeiden zich in de burgeroorlog, tot ze zich in 1988 terugtrokken. De VN-missie UNAVEM I zag toe op het vertrek van de Cubanen. Een staakt-het-vuren volgde in 1990, en hiervoor werd de UNAVEM II-missie gestuurd. In 1991 werden akkoorden gesloten om democratische verkiezingen te houden die eveneens door UNAVEM II zouden worden waargenomen.

## Inhoud

### Waarnemingen
De Veiligheidsraad betreurde dat UNITA de resterende taken van het Lusaka-Protocol niet binnen het afgesproken tijdsschema had uitgevoerd. De organisatie had wel gemeld dat haar troepen sinds 6 maart volledige gedemobiliseerd waren. De Angolese regering van nationale eenheid en verzoening had UNITA op 11 maart de status van legitieme politieke partij gegeven.

### Handelingen
De Veiligheidsraad benadrukte dat de regering en UNITA het vredesakkoord onmiddellijk en onvoorwaardelijk moesten uitvoeren. Intussen zou er al worden begonnen met de terugtrekking van het militaire component van de waarnemingsmissie MONUA die tegen 1 juli moest zijn voltooid. Het aantal politiewaarnemers zou geleidelijk worden opgetrokken tot 83 om te helpen met de normalisatie van het staatsgezag en de opleiding van de Nationale Politie. Secretaris-generaal Kofi Annan werd gevraagd tegen 17 april te rapporteren over de uitvoering van het vredesproces en de beëindiging van MONUA en het vertrek van de VN al voor te bereiden. De Veiligheidsraad veroordeelde sterk de aanvallen van UNITA-leden op MONUA. Ten slotte herhaalde de raad dat een ontmoeting tussen de president van Angola, José Eduardo dos Santos, en de leider van UNITA, Jonas Savimbi, het vredesproces zou kunnen versnellen.

## Verwante resoluties
- Resolutie 1135 Veiligheidsraad Verenigde Naties (1997)
- Resolutie 1149 Veiligheidsraad Verenigde Naties
- Resolutie 1164 Veiligheidsraad Verenigde Naties
- Resolutie 1173 Veiligheidsraad Verenigde Naties

Lijst ·  1147 ·  1148 ·  1149 ·  1150 ·  1151 ·  1152 ·  1153 ·  1154 ·  1155 ·  1156 ·  1157 ·  1158 ·  1159 ·  1160 ·  1161 ·  1162 ·  1163 ·  1164 ·  1165 ·  1166 ·  1167 ·  1168 ·  1169 ·  1170 ·  1171 ·  1172 ·  1173 ·  1174 ·  1175 ·  1176 ·  1177 ·  1178 ·  1179 ·  1180 ·  1181 ·  1182 ·  1183 ·  1184 ·  1185 ·  1186 ·  1187 ·  1188 ·  1189 ·  1190 ·  1191 ·  1192 ·  1193 ·  1194 ·  1195 ·  1196 ·  1197 ·  1198 ·  1199 ·  1200 ·  1201 ·  1202 ·  1203 ·  1204 ·  1205 ·  1206 ·  1207 ·  1208 ·  1209 ·  1210 ·  1211 ·  1212 ·  1213 ·  1214 ·  1215 ·  1216 ·  1217 ·  1218 ·  1219